# Bahita femorata
Bahita femorata är en insektsart som beskrevs av Henry Fairfield Osborn 1923. Bahita femorata ingår i släktet Bahita och familjen dvärgstritar. Inga underarter finns listade i Catalogue of Life.